# Janina Ramirez
Janina Sara Maria Ramirez (z d. Maleczek, ur. 7 lipca 1980 w Dubaju) – brytyjska historyk sztuki i prezenterka telewizyjna polsko-irlandzkiego pochodzenia. Obecnie jest dyrektorem kierunku na stopień licencjata z historii sztuki na Wydziale Kształcenia Ustawicznego na Uniwersytecie Oksfordzkim.

## Życiorys
Jej polski dziadek walczył w czasie II wojny światowej w Wielkiej Brytanii, a po wojnie osiadł w Llandovery. Wychowała się w wiosce w Berkshire. Jej ojciec był DJ-em i wynalazcą, a matka artystką i nauczycielką w szkole podstawowej. Jako postać, która wywarła największy wpływ w wyborze drogi życiowej wspomina wujka, absolwenta historii w Balliol College w Oksfordzie, który jako nastolatek przybył do Wielkiej Brytanii z Polski w czasie II wojny światowej. 
Ukończyła studia z zakresu literatury angielskiej, ze specjalizacją w języku staroangielskim i średnioangielskim na St Anne’s College w Oksfordzie, a następnie studia podyplomowe w Centre for Medieval Studies University of York. Jej doktorat z zakresu sztuki i literatury dotyczył symboliki ptaków. Pracowała jako wykładowca na Wydziale Historii Sztuki w Yorku, a następnie na University of Winchester, University of Warwick i Uniwersytecie Oksfordzkim.
Ma tytuł Honorary Visiting Fellow na Wydziale Historii Sztuki University of York. Jest wykładowcą kursu Early Medieval 300-1250 w Muzeum Wiktorii i Alberta. Jest także przewodniczącą Gloucester History Festival. 
Zajmowała się dramatem, reżyserując Beowulfa i występując w średniowiecznych sztukach teatralnych. Występowała także w zespołach rockowych Lolita i Rolemodels. 

## Życie osobiste
Mieszka w Woodstock w hrabstwie Oxfordshire z mężem, synem, córką i dwoma kotami.

## Audycje
Ramirez jest stałą prezenterką naukową kanału BBC Four. Wśród jej programów znalazły się:
- Treasures of the Anglo-Saxons, 2010[9]
- The Viking Sagas, 2011[10]
- Britain's Most Fragile Treasure, 2011[11]
- Illuminations: The Private Lives of Medieval Kings, 2012[12]
- Chivalry and Betrayal: The Hundred Years' War, 2013[13]
- Architects of the Divine: The First Gothic Age, 2014[14]
- Saints and Sinners: Britain's Millennium of Monasteries, 2015[15]
- The Quizeum, A museum-based quiz panel show, 2015[16]
- The Search for the Lost Manuscript: Julian of Norwich, 2016
- An Art Lover's Guide, 2017[17]
- In Search of Arcadia, 2017[18]
- England's Reformation: Three Books that Changed a Nation, 2017
- Art on BBC: The Genius of Leonardo Da Vinci, 2018[19]
- Raiders of the Lost Past with Janina Ramirez, 2019 - 1 The Sutton Hoo Hoard
- Handmade in Bolton (narracja Waldemar Januszczak), 2019[20]

## Publikacje
- The Private Lives of the Saints: Power, Passion and Politics in Anglo-Saxon England, London 2015 ISBN 978-0-7535-5560-6;
- Julian of Norwich: A Very Brief History, London 2016 ISBN 978-0-281-07737-3;
- Riddle of the Runes (A Viking Mystery), Oxford 2018 ISBN 978-0-19-276633-5;
- Way of the Waves (A Viking Mystery), Oxford 2019 ISBN 978-0-19-276635-9.